# Harchebi (Astronom)

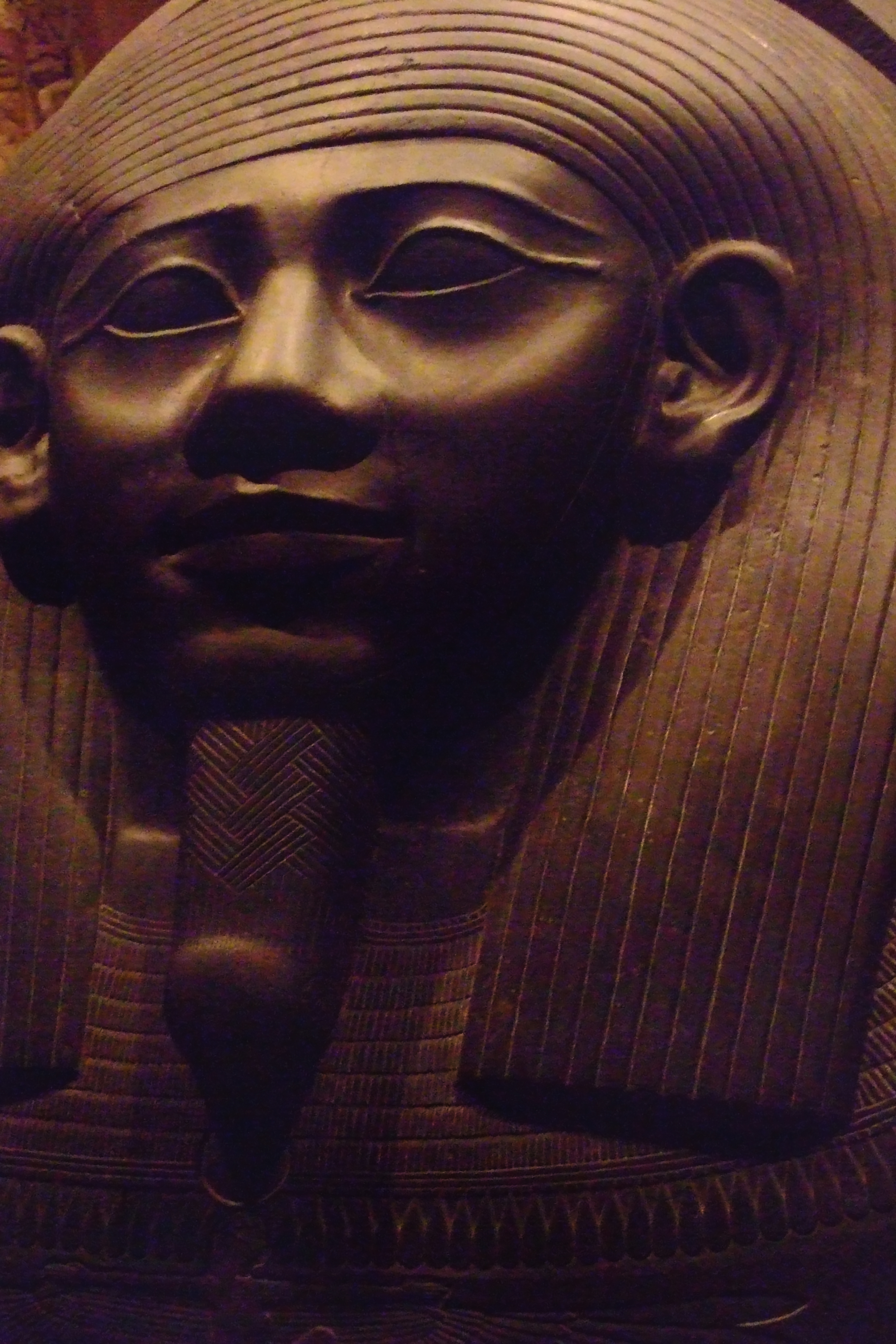
Sarkophag von Harchebi

Harchebi bzw. Harentbo, englisch Harkhebi,  war ein Astronom und Schlangenbeschwörer im ptolemäischen Ägypten.
Einzige Quelle ist eine Hieroglypheninschrift auf dem Rückenpfeiler einer beschädigten Statue (Kairo JdE 38545), welche 1906 von einem Bauern auf einem Feld in der Nähe von Tell Farun (bzw. Tell Nebesheh) in Unterägypten gefunden wurde und Harentbo darstellt. Der abgebrochene Sockel war bereits 1888 von W. M. F. Petrie entdeckt worden, ist aber erst später von H. de Meulenaere als zugehörig erkannt worden.
Die Inschrift wurde zunächst in die frühe Ptolemäerzeit datiert. Die angeblich von Jean Yoyotte vorgeschlagene Identifikation mit dem in einem griechischen Papyrus aus Tebtunis erwähnten Dioiketes Archibios, welche sein Wirken in das mittlere oder späte 1. Jahrhundert v. Chr. verlagert hätte, erübrigt sich durch die Korrektur der Lesung des Namens.
Die Erstedition des Textes besorgte A. B. Kamal. Eine verbesserte hieroglyphische Transkription nebst französischer Übersetzung der Inschrift von Georges Daressy erschien 1916, eine unvollständige englische Übersetzung wurde 1969 von Otto Neugebauer und Richard Anthony Parker (mit Hilfestellung durch H. de Meulenaere) und eine weitere französische 1984 von F. von Känel vorgelegt. 1989 erfolgte eine Neubearbeitung durch Philippe Derchain, welcher zu einem deutlich besseren Verständnis des Textes kam, allerdings einige Emendationen an Daressys Fassung des hieroglyphischen Textes vornahm, ohne das Original kollationiert zu haben. Eine Überprüfung durch Karl Jansen-Winkeln anhand der Inschrift sowie ihm vorliegender Abdrücke führte denn auch zu dem Ergebnis, dass diese Änderungen mit zwei Ausnahmen unberechtigt waren. 2001 publizierte Jean-Luc Fissolo kleinformatige Abbildungen der Statue und ihrer Inschrift, die eine Überprüfung des Textes leider nur bedingt gestatten. 2003 legte Jacco Dieleman eine neue englische Übersetzung vor, José Lull 2004 eine unvollständige spanische nebst hieroglyphischer Transkription und Maxim Panov 2017 erstmals eine Transliteration nebst russischer Übersetzung. Der Text der Inschrift lautet:
„Erbprinz, edler, einziger Freund, geschickt und bewandert in den heiligen Texten, der im Himmel und auf der Erde alles Sichtbare sieht; geschickt und bewandert bei der Beobachtung der Sterne, ganz ohne Irrtum, der Aufgang und Untergang nennt zu ihrer Zeit und der die Zukunft verkündenden Götter. Er reinigte sich an ihren Tagen, beim heliakischen Aufgang von Ach [ein Dekan] neben Benu [Venus] um dem Lande Ruhe zu geben durch seine Worte. Er, der die Kulmination jedes Sternes am Himmel beobachtet, der den heliakischen Aufgang jedes [Sterns] in einem guten Jahr kennt, und der den heliakischen Aufgang von Sothis voraussagt. Er beobachtet sie [Sothis] am Tage ihres Erstrahlens, um ihre Bewegung zur Zeit ihres Fests zu bestimmen, verfolgt er, was sie täglich tut. Alles hat sie durch ihn vorausgesagt, er kennt den Hochstand der Sonne im Norden und Süden, nennt all’ ihre Eigenschaften und was durch sie der Tag bringen wird. Er verkündet, was durch sie geschehen wird zu seiner Zeit, als einer, der genau die Stunden bestimmt bei Tag und bei Nacht, niemals fehl gehend in der Nacht, wissend von allen Dingen, die am Himmel zu sehen sind (und) auf die er gewartet hat, kundig (in) ihrem Anfachen (= Aufleuchten) und ihrem Verlöschen, der seine Deutung wiedergibt ohne jeglichen Rückhalt, erhoben seiner Berichte halber, worin er die geheime Sprache durch seine Beobachtungen begreift, jeden Ausgang vollständig erfasst und darauf gegründet seinen Rat und Kündungen gibt dem Herrn beider Länder. […]“
Aus dem Inhalt der Inschrift heraus kann Harentbo nicht für die Tradition der Astrologie in Anspruch genommen werden, da diese Preisungsrede nüchtern betrachtet Pflichten und Arbeit eines astronomisch versierten Kalenderbeamten und Meteorologen beschreibt.
Nach Harentbo (bislang bekannt als Harchebi) wurde 1979 von der IAU der Mondkrater Harkhebi benannt. Anscheinend ist bislang noch niemandem aufgefallen, dass diese Benennung auf einer inkorrekten Lesung des Namens beruht.